# Prothamnodes
Prothamnodes é um gênero de traça pertencente à família Agonoxenidae.